# São Tomé e Príncipe nos Jogos Olímpicos de Verão de 2012
São Tomé e Príncipe competiu nos Jogos Olímpicos de Verão de 2012 realizados em Londres, Reino Unido, entre 27 de Julho e 12 de Agosto de 2012.
O país foi representado por 2 atletas que disputaram provas de atletismo.

## Desempenho

### Atletismo
Masculino
| Atleta            | Evento | Preliminar | Preliminar | Quartos-de-final | Quartos-de-final | Meias-finais | Meias-finais | Final       | Final       |
| Atleta            | Evento | Marca      | Posição    | Marca            | Posição          | Marca        | Posição      | Marca       | Posição     |
| ----------------- | ------ | ---------- | ---------- | ---------------- | ---------------- | ------------ | ------------ | ----------- | ----------- |
| Ben Youssef Meite | 100 m  | 11s56      | 7º/ bat.1  | Não avançou      | Não avançou      | Não avançou  | Não avançou  | Não avançou | Não avançou |

Feminino
| Atleta            | Evento              | Preliminar | Preliminar | Quartos-de-final | Quartos-de-final | Meias-finais | Meias-finais | Final       | Final       |
| Atleta            | Evento              | Resultado  | Pos.       | Resultado        | Pos.             | Resultado    | Pos.         | Resultado   | Pos.        |
| ----------------- | ------------------- | ---------- | ---------- | ---------------- | ---------------- | ------------ | ------------ | ----------- | ----------- |
| Lecabela Quaresma | 100 m com barreiras | 14.54      | 6          | Não avançou      | Não avançou      | Não avançou  | Não avançou  | Não avançou | Não avançou |